# Ctenotus capricorni
Espèce
Ctenotus capricorni est une espèce de sauriens de la famille des Scincidae.

## Répartition
Cette espèce est endémique du Queensland en Australie.

## Publication originale
- Storr, 1981 : Ten new Ctenotus (Lacertilia: Scincidae) from Australia. Records of the Western Australian Museum, vol. 9, no 2, p. 125-146 (texte intégral).